# Ethan Greenbaum
Pour les articles homonymes, voir Greenbaum.
Ethan Greenbaum est un artiste contemporain né en 1979 à Tom’s River au New Jersey à New York, (États-Unis). Il vit et travaille à Brooklyn, à New York (États-Unis).
Il est représenté par la galerie PACT à Paris et par la galerie Lyles & King à New York.

## Biographie
Ethan Greenbaum a étudié à l'Université d'Etat de Floride (Tallahassee, Floride, USA) puis à la Yale School of Art, (New Heaven, Connecticut, USA).
L'artiste a notamment exposé à la galerie KANSAS, Derek Eller Gallery, Hauser and Wirth, Marlborough Chelsea, Higher Pictures, Marianne Boesky, à New York, mais également à la Circus Gallery, Steve Turner à Los Angeles, The Suburban à Chicago, Michael Jon & Alan à Miami, The Aldrich Museum dans le Connecticut, Socrates Sculpture Park à Long Island City et à la galerie Stems à Bruxelles.
« Ethan Greenbaum utilise une série de procédés numériques et sculpturaux pour creuser et recadrer l'environnement bâti. Ses œuvres multimédias associent la représentation numérique, la construction architecturale et, de plus en plus, le langage »

## Œuvres

### Expositions personnelles
- 2010 : The Suburban, The Suburban, Chicago, Illinois, USA
- 2012 : Cultured Stone[2], Thierry Goldberg, New York, USA
- 2013 : Prospect[3], KANSAS, New York, USA
- 2015 : Flats[4], Kansas, New York, USA
- 2015 : Chambers[5], Halsey Mckay, East Hampton, New York, USA
- 2015 : LEAVE[6], 55 Gansevoort, New York, USA
- 2016 : Cold Frame[7], PACT, Paris, France
- 2017 : Cardboard Landscapes[8], Super Dakota, Brussels, Belgium
- 2018 : Tracers[9], PACT, Paris, France
- 2018 : First Surface[10], Lyles & King, New York, NY

### Exposition de groupe (sélection)
- 2009 : IRL, Capricious, Brooklyn, New York, USA
- 2010 : The Decentered Practice, Circus Gallery, Los Angeles, California, USA 2010 :
- 2011 : EAF11: 2011 Emerging Artist Fellowship Exhibition, Socrates Sculpture Park, Long Island City, NY
- 2011 : Powders, a Phial, and a Paper Book, Marlborough Gallery, New York, USA
- 2013 : Inside Order, KANSAS, New York, USA
- 2014 : Pure Product, curated by Isaac Lyles, 247365, Brooklyn, New York, USA
- 2015 : Beyond the Surface: Image as Object, Philadelphia Photo Arts Center, Philadelphia, USA
- 2016 : Swipe, Scroll, Stems Gallery, Brussels, Belgium
- 2016 : FACE TO FACE: Works from Ernesto Esposito Collection, Palazzo Fruscione, Salerno, Italy
- 2017 : Social Photography V, Carriage Trade, New York, NY
- 2018 : Transmutation, BPLA, Los Angeles, USA
- 2019 : Seeing Things As They Really Are, curated by Jenny Gerow, Dieu Donné, Brooklyn, NY
- 2019 : Notebook, curated by Joanne Greenbaum, 56 Henry, New York, NY
- 2019 : AXxon N, organized by Jonathan Ehrenberg and Sean McCarthy, Memorial Hall, New York, NY

## Prix et résidences
- 2005 : The Robert Blackburn SIP Fellowship, New York, USA
- 2005 : The Socrates EAF Fellowship, Long Island City, New York, USA
- 2011 : The Robert Blackburn SIP Fellowship, New York, USA
- 2011 : The Socrates EAF Fellowship, Long Island City, New York, USA
- 2013 : MCC Workspace Residency, New York, USA
- 2013 : Visiting Scholar, Advanced Media Studio, New York University, New York, USA
- 2015 : Dieu Donne Workspace Program, New York, USA
- 2015 : Residency and The Barry Schactman Painting Prize
- 2018 : Keyholder Fellowship, New York, USA

## Publications (sélection)

### Presse
- 2008 : Greenbaum, Ethan « I made it Out of Clay: Erin Shirreff », Heeb Magazine, Issue 77
- 2010 : Greenbaum, Ethan «The Pedagogical Sculptures of the Tristate Area, Part One», papermonument.com
- 2013 : Greenbaum, Ethan, «Letha Wilson: Notes on Nature», Wax Magazine, December
- 2014 : « Fixed Variable », Time Out New York, June 24
- 2014 : Indrisek, Scott. « Afros, Abstraction, and Photographic Experimentation at Untitled », ArtInfo, Dec
- 2015 : Indrisek, Scott. « Doing the Job Halfway: Ethan Greenbaum Keeps Building », ArtInfo, Nov. 16
- 2015 : Small, Rachel. « How Ethan Greenbaum Sees the City », Interview Magazine, July 28
- 2016 : Campbell, Andrianna. « Interview: Ethan Greenbaum », BOMB Magazine, January 8
- 2016 : Steadman, Ryan. “Do Artists Make the Best Curators?,” observer.com, March 11
- 2016 : “Distance Learning”, The Brooklyn Rail, December 6
- 2017 : “One piece: Falls By Ethan Greenbaum”, BOMB Magazine, Décembre
- 2017 : Campbell, Andrianna. “Exquisite Architectural Corpse,” F Magazine, Numéro 5
- 2018 : Press, Clayton. “Visual Archaeology In Urban Settings,” Forbes.com, Mai
- 2018 : Knobluch, Loring. “ Ethan Greenbaum, First Surface at Lyles & King,” Collector Daily, Mai
- 2018 : Guyon, Maxime. “Conversations: Ethan Greenbaum” Ecal/Haute école d'art et de design de Lausanne. Printemps. 158
- 2019 : Losh, Jason Bailer. “Episode 50: NY-Based Artist Ethan Greenbaum,” Seeing is Forgetting Podcast, août 2019
- 2020 : (à paraitre) Ethan Greenbaum, Monograph, avec le soutien du Centre National des Arts Plastiques (CNAP), ed. PACT and Lyles And King

### Catalogues d'expositions
- 2010 : Greenbaum, Ethan «The Education of Eric Amsterdam» catalogue de l'exposition Skyler Brickley, Marvelli Gallery
- 2012 : Greenbaum, Ethan, «The Cave of Allegory: The Wall», catalogue pour accompagner l'exposition "Take Shelter in the World", Université de Boston, Boston